# James Holt
James Holt est un supercentenaire américain né le 25 décembre 1865 à Edwards (en) (Illinois, États-Unis) et mort le 7 janvier 1977 à Oklahoma City (Oklahoma, États-Unis). Il fut doyen masculin de l'humanité de la mort d'Isaac Edwards le 18 octobre 1974 à sa propre mort.